# Magicnet
Magicnet è la società ISP nonché primo provider in Mongolia e detiene una quota di mercato significativa in termini di fornitura di accesso ad internet in Mongolia.